# Nisvanis
Nisvanis ist eine Grunge-Rock-Gruppe aus der mongolischen Hauptstadt Ulaanbaatar. Die Gruppe wurde 1996 gegründet. Sie ist beeinflusst von Nirvana, von welcher sich auch der Bandname ableitet, spielt aber einen sehr eigenen Stil mit Elementen der mongolischen Musik.

## Diskografie (Auswahl)
- 1999: O2 (Oxygen)
- 2002: Saaral Ue
- 2006: Nisdeg Tavag